# Gabriel De Michele
Gabriel De Michele (Saint-Étienne, 6 de março de 1941) é um ex-futebolista francês. 
Descendente de italianos, ele competiu na Copa do Mundo FIFA de 1966, sediada na Inglaterra, na qual a seleção de seu país terminou na 13º colocação dentre os 16 participantes.
Em clubes, se destacou em apenas um: o Nantes, onde jogou entre 1963 e 1975, quando se aposentou dos gramados. Pelos Canários, foram 387 partidas e apenas um gol.